# Przełączka pod Czubatą Turnią
Przełączka pod Czubatą Turnią (słow. Štrbina pod Strapatou vežou, niem. Vordere Fünfseenscharte, węg. Elülső Öttavi csorba) – przełęcz znajdująca się w długiej południowo-wschodniej grani Wyżniego Baraniego Zwornika w słowackich Tatrach Wysokich. Oddziela Czubatą Turnię od Sępiej Turni. Na jej siodło, podobnie jak na inne pobliskie obiekty, nie prowadzą żadne znakowane szlaki turystyczne. Dla taterników przełęcz jest osiągalna najdogodniej od strony Doliny Pięciu Stawów Spiskich, do której opada z niej piarżysty żleb. Z drugiej strony, z Doliny Dzikiej, wejście na siodło jest bardzo trudne.
Polska i słowacka nazwa Przełączki pod Czubatą Turnią pochodzi od Czubatej Turni, natomiast niemiecka i węgierska pochodzi od położonej poniżej Doliny Pięciu Stawów Spiskich.
Pierwsze wejścia:
- Gyula Dőri i Károly Jordán, 18 lipca 1901 r. – letnie,
- Radovan Kuchař i Jiří Šimon, ok. 27 grudnia 1953 r. – zimowe, przy przejściu granią[1].

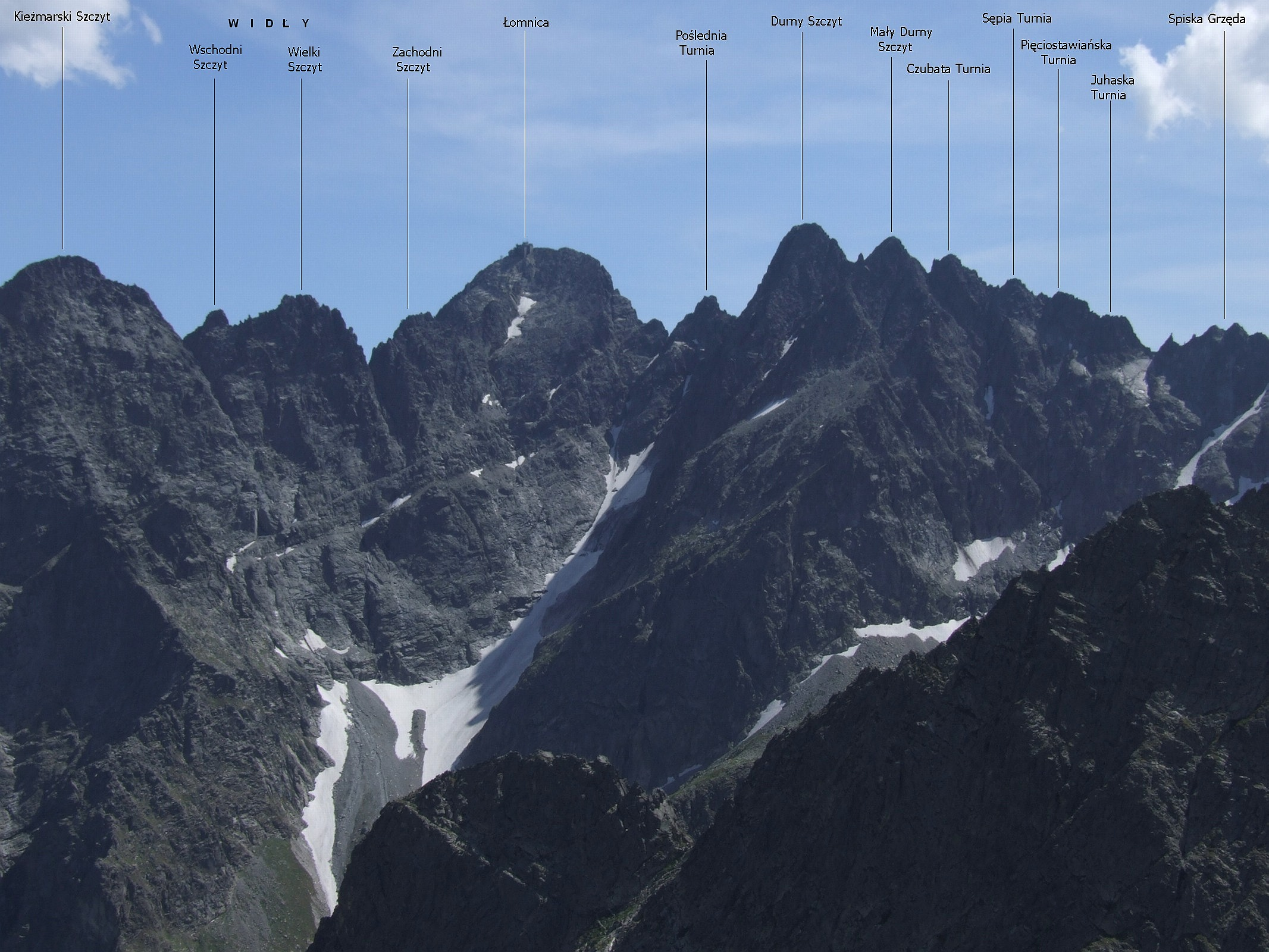
Przełączka pod Czubatą Turnią widoczna między Czubatą Turnią a Sępią Turnią (obie podpisane)